# Kostel Narození Panny Marie (Bohorodčany)
Kostel Narození Panny Marie je barokní bývalý římskokatolický farní kostel v ukrajinské sídle městského typu Bohorodčany v Ivanofrankivské oblasti.

## Historie
Římskokatolický kostel byl postaven v roku 1742 nebo 1745 a vysvěcen byl v roku 1775. V průběhu První světové války kostel utrpěl vážné poškození. V kryptě kostela byli pohřbíváni majitelé Bohorodčan.
V roku 1991 chrám získala Ukrajinská pravoslavná církev (Moskevský patriarchát).
V roku 2015 iniciativní skupina apelovala na vládu, aby požadovala zpět bývalý kostel od moskevského patriarchátu. V roku 2017 Bohorodčanská rajonová rada hlasovala pro ukončení nájemní smlouvy bývalého dominikánského kostela.